# Uvularia
Genre
Classification APG III (2009)
Uvularia est un genre de plantes herbacées vivaces rhizomateuses. Il appartient à la famille des Liliaceae selon la classification classique. La classification phylogénétique le place dans la famille des Colchicaceae.

## Description
Ces plantes rustiques ont des tiges dressées, simples ou ramifiées, avec des feuilles alternes acaules (sans pétiole) ou perfoliées, ovales à lancéolées.
Les fleurs, terminales, solitaires ou en paires, sont pendantes, jaunes, à 6 tépales. Les tépales tournent légèrement sur leur axe. On compte 6 étamines à l'intérieur de la fleur.
C'est une plante d'ombre et de sous-bois.

## Liste des espèces
- Uvularia floridana Chapm.
- Uvularia grandiflora Sm.
- Uvularia perfoliata L.
- Uvularia puberula Michx.
- Uvularia sessilifolia L.[3]

## Culture et usages

### Multiplication
Par semis ou division de touffes.

### Principaux ennemis
Les limaces et les escargots qui mangent les jeunes feuilles printanières.

### Origine
Est de l'Amérique du Nord